# Lago dei Tramonti

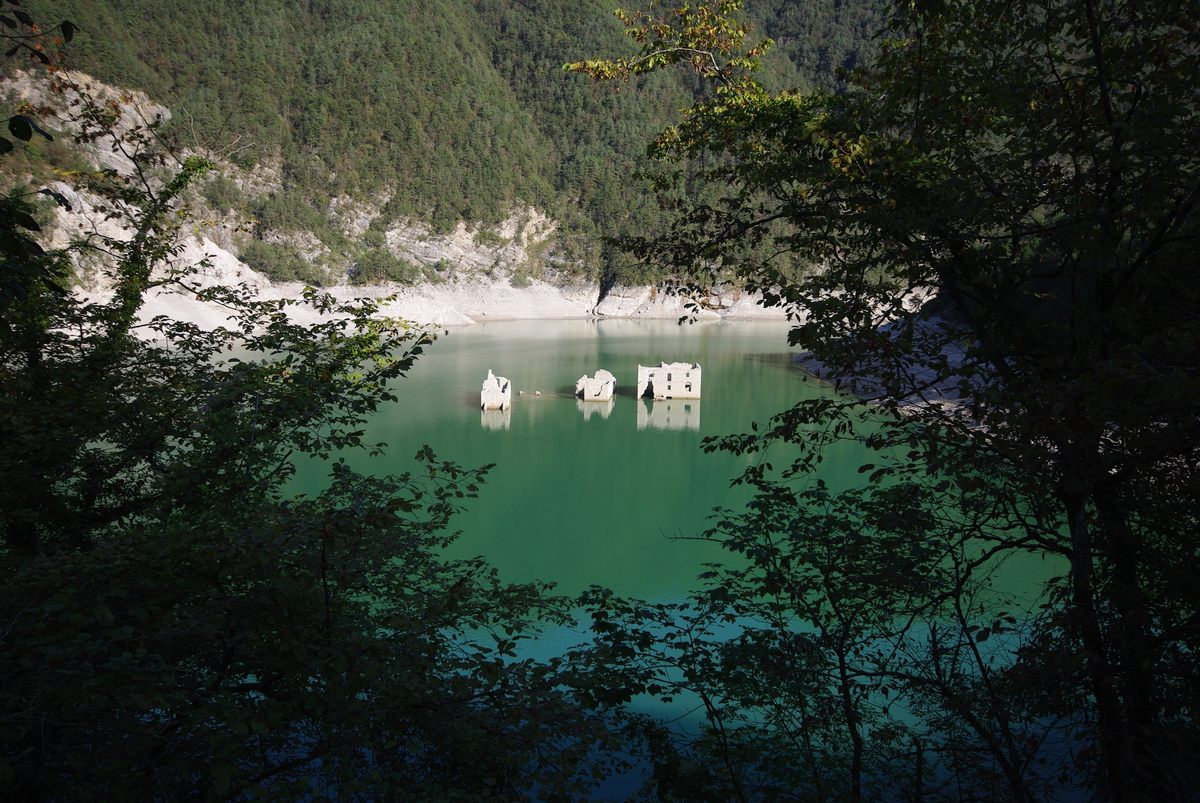
Lago di Tramonti

Il lago di Tramonti (anche noto come lago di Redona) è un lago artificiale situato in val Tramontina tra i comuni di Tramonti di Sopra e Tramonti di Sotto, in provincia di Pordenone.

## Caratteristiche
La diga a cupola, alta 50,6 m è situata sulla parte meridionale del lago, in località Ponte Racli. Il coronamento è accessibile, ed è parte della rotabile di accesso fra la strada statale 552 del Passo Rest (oggi regionale), le frazioni Chievolis, Inglagna, Posplata e gli altri due impianti idroelettrici poco distanti che sfruttano l'asta fluviale del Meduna: il lago di Cà Selva e il lago di Cà Zul.

### Dati tecnici
- Superficie 1,6 km²
- Superficie del bacino imbrifero 220 km²
- Altitudine alla massima regolazione 313 m s.l.m.
- Altitudine al massimo invaso 313 m s.l.m.
- Quota massima del bacino imbrifero 2306 m s.l.m.
- Profondità massima 70,25 m
- Volume 25 milioni di m³

## Realizzazione
I lavori per la sua costruzione furono completati nel 1952, sbarrando il Meduna in Val Tramontina e comportò l'abbandono del vecchio borgo di Movada, i cui resti ancora emergono quando il lago è in secca.
Il progetto fu realizzato dalla Saici (Società anonima agricola e industriale per la produzione italiana della cellulosa) per alimentare il grande complesso produttivo di Torviscosa.
Oggi il bacino alimenta l'asta bassa della produzione idroelettrica sul fiume Meduna (ovvero la centrale di Meduno) e garantisce l'irrigazione dei campi coltivati in pianura.